# Уичита (окръг, Тексас)
Окръг Уичита (на английски: Wichita County) е окръг в щата Тексас, Съединени американски щати. Площта му е 1639 km², а населението - 131 664 души (2000). Административен център е град Уичита Фолс.